# Milanówek
Milanówek è una città polacca del distretto di Grodzisk Mazowiecki nel voivodato della Masovia.
Ricopre una superficie di 13,52 km² e nel 2004 contava 15 496 abitanti.